# 田文炳
參數所指定的目標頁面不存在，建議更正成存在頁面或直接建立下列一個頁面（建立前請先搜尋是否有合適的存在頁面可以取代）：
- 田文炳 (机械制造工程师)

田文炳（1891年—1944年），字仲韬，河南省衛輝府新乡县人，中華民国军事将领，中華民国臨時政府、南京国民政府（汪精卫政权）要人。

## 生平
陸軍特別軍官学堂毕业後，田文炳投直系齐燮元手下，被任命为蘇皖贛巡閲使署上校参謀。後来，他调任安徽省清郷总办、皖北道尹。
抗日战争爆发後，齐燮元参加中華民国臨時政府。齐燮元出任治安部部長，田文炳于1938年（民国27年）9月出任治安部保衛局少将局長。
臨時政府同汪精卫的南京国民政府合流后，齐燮元任華北政務委員会治安总署督办，田文炳跟随齐燮元，任治安总署軍諮局局長。齐燮元任華北綏靖軍总司令部司令后，田文炳在齐燮元手下任治安第9集团軍中将司令。1943年（民国32年）3月，田文炳被任命为河南省長，任职至1944年5月。
田文炳在抗日战争结束前逝世，具体时间不详。